# Старі Мадіки
Ста́рі Ма́діки (рос. Старые Мадики, чув. Кивĕ Матьăк) — присілок у Чувашії Російської Федерації, у складі Юськасинського сільського поселення Моргауського району.
Населення — 181 особа (2010; 178 в 2002, 203 в 1979; 363 в 1939, 399 в 1926, 319 в 1897, 224 в 1858).

## Історія
Історична назва — Старий Матік. Утворився як виселок села Преображенське (Чуваська Сорма). До 1866 року селяни мали статус державних, займались землеробством, тваринництвом, бджільництвом, ковальством, виробництвом борошна та торгівлею. На початку 20 століття працювало 4 вітряки, у 1920-х роках — товариство «Васильок». 1929 року відкрито початкову школу та створено колгосп «Пучах». До 1927 року присілок перебував у складі Чувасько-Сорминської волості Ядрінського повіту. 1927 року присілок переданий до складу Аліковського району, 1944 року — до складу Моргауського, 1959 року — повернутий до складу Аліковського, 1962 року — до складу Чебоксарського, 1964 року — повернутий до складу Моргауського району.

## Господарство
У присілку діють дитячий садок, фельдшерсько-акушерський пункт, клуб, бібліотека, магазин.